# Česko na Zimních olympijských hrách 2022
Česko se účastnilo Zimních olympijských her 2022 v čínském Pekingu od 4. do 20. února 2022. Počet účastníků byl nejvyšší v historii samostatné České republiky, poprvé čítal přes 100 sportovců a sportovkyň, a to celkem v 15 sportech.
Vlajkonoši českého týmu při zahajovacím ceremoniálu byli Alena Millsová a Michal Březina.

## Medailové pozice
| Medaile | Jméno             | Sport          | Disciplína                   | Datum          |
| ------- | ----------------- | -------------- | ---------------------------- | -------------- |
| Zlato   | Ester Ledecká     | Snowboarding   | Ženy – Paralelní obří slalom | 8. února 2022  |
| Bronz   | Martina Sáblíková | Rychlobruslení | Ženy – 5000 m                | 10. února 2022 |

## Počty účastníků podle sportovních odvětví
Nominace českých účastníků Zimních olympijských her 2022 proběhla na nominačním plénu Českého olympijského výboru a potvrzená jména byla vydána elektronicky médiím. Z důvodů probíhající pandemie tak neproběhl tradiční nominační akt v míčovně Pražského hradu. Plénum proběhlo 14. ledna 2022 a schválilo nominaci 113 sportovců. Po plénu odstoupily kvůli zranění dvojnásobná medailistka Eva Samková a skikrosařka Diana Cholenská. Po přerozdělení míst Mezinárodní lyžařskou federací výpravu rozšířili Zuzana Maděrová, Tereza Nová, Ondřej Černý, Radek Rýdl, Anežka Indráčková a Gabriela Capová. Naopak u běžkyň došlo k zúžení nominace ze sedmi na pět.
Počet českých sportovců startujících v jednotlivých olympijských sportech:
| Sport                | Muži | Ženy | Celkem |
| -------------------- | ---- | ---- | ------ |
| Akrobatické lyžování | 0    | 1    | 1      |
| Alpské lyžování      | 2    | 6    | 8      |
| Běh na lyžích        | 6    | 5    | 11     |
| Biatlon              | 5    | 5    | 10     |
| Boby                 | 4    | 0    | 4      |
| Curling              | 1    | 1    | 2      |
| Krasobruslení        | 3    | 3    | 6      |
| Lední hokej          | 25   | 23   | 48     |
| Rychlobruslení       | 0    | 2    | 2      |
| Saně                 | 3    | 1    | 4      |
| Severská kombinace   | 4    | 0    | 4      |
| Short track          | 0    | 1    | 1      |
| Skeleton             | 0    | 1    | 1      |
| Skoky na lyžích      | 5    | 3    | 8      |
| Snowboarding         | 1    | 4    | 5      |
| Celkem               | 59   | 55   | 114    |

## Výsledky českých sportovců

### Akrobatické lyžování
Ženy
- Nominace: Nikol Kučerová

Skikros
| Závod | Sportovci      | Kvalifikace | Kvalifikace | Osmifinále | Čtvrtfinále  | Semifinále   | Finále       | Finále       | Celkově |
| Závod | Sportovci      | Čas         | Pořadí      | Pozice     | Pozice       | Pozice       | Pozice       | Pořadí       | Celkově |
| ----- | -------------- | ----------- | ----------- | ---------- | ------------ | ------------ | ------------ | ------------ | ------- |
| Ženy  | Nikol Kučerová | 1:21,96     | 23.         | 3.         | Nepostoupila | Nepostoupila | Nepostoupila | Nepostoupila | 23.     |

### Alpské lyžování
Muži
- Nominace: Kryštof Krýzl, Jan Zabystřan

| Závod            | Sportovci     | 1. kolo    | 2. kolo    | Celkem     | Ztráta     | Pořadí     |
| ---------------- | ------------- | ---------- | ---------- | ---------- | ---------- | ---------- |
| Superobří slalom | Jan Zabystřan |            |            | 1:23,09    | +3,15      | 25.        |
| Obří slalom      | Jan Zabystřan | Nedokončil | Nedokončil | Nedokončil | Nedokončil | Nedokončil |
| Obří slalom      | Kryštof Krýzl | 1:07,29    | 1:08,27    | 2:15,56    | +6,21      | 19.        |
| Slalom           | Jan Zabystřan | Nedokončil | Nedokončil | Nedokončil | Nedokončil | Nedokončil |
| Slalom           | Kryštof Krýzl | Nedokončil | Nedokončil | Nedokončil | Nedokončil | Nedokončil |
| Superkombinace   | Jan Zabystřan | 1:44,54    | Nedokončil | Nedokončil | Nedokončil | Nedokončil |

Ženy
- Nominace: Gabriela Capová, Martina Dubovská, Ester Ledecká, Tereza Nová, Barbora Nováková, Elese Sommerová

| Závod            | Sportovci        | 1. kolo     | 2. kolo     | Celkem      | Ztráta      | Pořadí      |
| ---------------- | ---------------- | ----------- | ----------- | ----------- | ----------- | ----------- |
| Obří slalom      | Elese Sommerová  | Nedokončila | Nedokončila | Nedokončila | Nedokončila | Nedokončila |
| Slalom           | Martina Dubovská | 53,90       | 53,13       | 1:47,03     | +2,05       | 13.         |
| Slalom           | Gabriela Capová  | 55,96       | 55,28       | 1:51,24     | +6,26       | 32.         |
| Slalom           | Elese Sommerová  | 56,38       | Nedokončila | Nedokončila | Nedokončila | Nedokončila |
| Superobří slalom | Ester Ledecká    |             |             | 1:13,94     | +0,43       | 5.          |
| Superobří slalom | Tereza Nová      |             |             | 1:17,88     | +4,37       | 33.         |
| Superobří slalom | Barbora Nováková |             |             | 1:18,26     | +4,75       | 36.         |
| Sjezd            | Ester Ledecká    |             |             | 1:38,18     | +6,31       | 27.         |
| Sjezd            | Tereza Nová      |             |             | 1:39,38     | +7,51       | 28.         |
| Sjezd            | Barbora Nováková |             |             | 1:39,50     | +7,63       | 29.         |
| Superkombinace   | Ester Ledecká    | 1:32,43     | 55,89       | 2:28,32     | +2,65       | 4.          |
| Superkombinace   | Tereza Nová      | 1:37,07     | 58,39       | 2:35,46     | +9,79       | 14.         |

Družstva
| Závod            | Sportovci                                               | Osmifinále            | Čtvrtfinále        | Semifinále         | Finále             | Celkové pořadí |
| Závod            | Sportovci                                               | Protivník Výsledek    | Protivník Výsledek | Protivník Výsledek | Protivník Výsledek | Celkové pořadí |
| ---------------- | ------------------------------------------------------- | --------------------- | ------------------ | ------------------ | ------------------ | -------------- |
| Smíšená družstva | Tereza Nová Elese Sommerová Kryštof Krýzl Jan Zabystřan | Francie (FRA) · P 1:3 | Nepostoupili       | Nepostoupili       | Nepostoupili       | 14.            |

Vysvětlivky: V=Výhra, P=Prohra

### Běh na lyžích
Muži
- Nominace: Ondřej Černý, Adam Fellner, Michal Novák, Petr Knop, Jan Pechoušek, Luděk Šeller

Distanční závody – muži
| Závod          | Sportovci                                                         | Klasicky | Klasicky | Volně   | Volně  | Celkově     | Celkově     | Celkově     |
| Závod          | Sportovci                                                         | Čas      | Pořadí   | Čas     | Pořadí | Čas         | Ztráta      | Pořadí      |
| -------------- | ----------------------------------------------------------------- | -------- | -------- | ------- | ------ | ----------- | ----------- | ----------- |
| 30 km skiatlon | Michal Novák                                                      | 41:44,8  | 16.      | 39:06,1 | 23.    | 1:20:50,9   | +4:41,1     | 18.         |
| 30 km skiatlon | Petr Knop                                                         | 44:42,5  | 50.      | 40:55,9 | 33     | 1:25:38,4   | +9:28,6     | 44.         |
| 30 km skiatlon | Adam Fellner                                                      | 43:56,7  | 47.      | 41:42,8 | 41.    | 1:25:39,5   | +9:29,7     | 46.         |
| 15 km klasicky | Michal Novák                                                      |          |          |         |        | 42:06,6     | +4:11,8     | 50.         |
| 15 km klasicky | Adam Fellner                                                      |          |          |         |        | 41:01,0     | +3:06,2     | 31.         |
| 15 km klasicky | Petr Knop                                                         |          |          |         |        | 42:34,4     | +4:39,6     | 54.         |
| 15 km klasicky | Jan Pěchoušek                                                     |          |          |         |        | Nenastoupil | Nenastoupil | Nenastoupil |
| 50 km volně #  | Michal Novák                                                      |          |          |         |        | Nenastoupil | Nenastoupil | Nenastoupil |
| 50 km volně #  | Adam Fellner                                                      |          |          |         |        | 1:18:14,3   | +6:41,6     | 42.         |
| 50 km volně #  | Petr Knop                                                         |          |          |         |        | 1:16:35,0   | +5:02,3     | 37.         |
| Štafeta        | (1) Adam Fellner (2) Michal Novák (3) Petr Knop (4) Jan Pěchoušek |          |          |         |        | 2:04:57,8   | +10,071     | 12.         |

Jan Pechoušek do závodu 15 km klasicky kvůli problémům se zády neodstartoval.
Michal Novák do závodu 50 km volně kvůli nakumulované únavě nenastoupil.
Pozn.: # Závod byl kvůli silnému větru a mrazu zkrácen na 30 km.
Ženy
- Nominace: Tereza Beranová, Zuzana Holíková, Petra Hynčicová, Kateřina Janatová, Petra Nováková

Distanční závody – ženy
| Závod          | Sportovci                                                                        | Klasicky | Klasicky | Volně   | Volně  | Celkově     | Celkově     | Celkově     |
| Závod          | Sportovci                                                                        | Čas      | Pořadí   | Čas     | Pořadí | Čas         | Ztráta      | Pořadí      |
| -------------- | -------------------------------------------------------------------------------- | -------- | -------- | ------- | ------ | ----------- | ----------- | ----------- |
| 15 km skiatlon | Petra Hynčicová                                                                  | 25:06,5  | 27.      | 23:34,3 | 30.    | 48:40,8     | +4:27,1     | 26.         |
| 15 km skiatlon | Petra Nováková                                                                   | 25:15,0  | 30.      | 23:37,7 | 32.    | 48:52,7     | +4:39,0     | 30.         |
| 10 km klasicky | Kateřina Janatová                                                                |          |          |         |        | 31:07,2     | +3:00,9     | 34.         |
| 10 km klasicky | Petra Nováková                                                                   |          |          |         |        | 31:00,7     | +2:54,4     | 30.         |
| 10 km klasicky | Petra Hynčicová                                                                  |          |          |         |        | 31:28,0     | +3:21,7     | 42.         |
| 30 km volně    | Petra Nováková                                                                   |          |          |         |        | Nedokončila | Nedokončila | Nedokončila |
| 30 km volně    | Kateřina Janatová                                                                |          |          |         |        | 1:31:43,2   | +6:49,2     | 22.         |
| 30 km volně    | Petra Hynčicová                                                                  |          |          |         |        | 1:36:26,6   | +11:32,6    | 41.         |
| Štafeta        | (1) Tereza Beranová (2) Petra Nováková (3) Kateřina Janatová (4) Petra Hynčicová |          |          |         |        | 59:32,6     | +5:51,6     | 13.         |

Sprint – muži
| Závod              | Sportovci                         | Kvalifikace | Kvalifikace | Čtvrtfinále | Čtvrtfinále | Semifinále  | Semifinále  | Finále       | Finále       | Celkově |
| Závod              | Sportovci                         | Čas         | Pořadí      | Čas         | Pořadí      | Čas         | Pořadí      | Čas          | Pořadí       | Celkově |
| ------------------ | --------------------------------- | ----------- | ----------- | ----------- | ----------- | ----------- | ----------- | ------------ | ------------ | ------- |
| Sprint jednotlivců | Michal Novák                      | 2:52,49     | 21.         | 2:55,36     | 5.          | Nepostoupil | Nepostoupil | Nepostoupil  | Nepostoupil  | 23.     |
| Sprint jednotlivců | Luděk Šeller                      | 2:54,09     | 29.         | 3:01,83     | 6.          | Nepostoupil | Nepostoupil | Nepostoupil  | Nepostoupil  | 29.     |
| Sprint jednotlivců | Jan Pěchoušek                     | 2:55,03     | 33.         | Nepostoupil | Nepostoupil | Nepostoupil | Nepostoupil | Nepostoupil  | Nepostoupil  | 33.     |
| Sprint jednotlivců | Ondřej Černý                      | 2:50,65     | 9.          | 3:10,62     | 6.          | Nepostoupil | Nepostoupil | Nepostoupil  | Nepostoupil  | 26.     |
| Sprint dvojic      | (1) Luděk Šeller (2) Michal Novák |             |             |             |             | 20:36,70    | 7.          | Nepostoupili | Nepostoupili | 14.     |

Sprint – ženy
| Závod               | Sportovci                                 | Kvalifikace | Kvalifikace | Čtvrtfinále  | Čtvrtfinále  | Semifinále   | Semifinále   | Finále       | Finále       | Celkově |
| Závod               | Sportovci                                 | Čas         | Pořadí      | Čas          | Pořadí       | Čas          | Pořadí       | Čas          | Pořadí       | Celkově |
| ------------------- | ----------------------------------------- | ----------- | ----------- | ------------ | ------------ | ------------ | ------------ | ------------ | ------------ | ------- |
| Sprint jednotlivkyň | Petra Hynčicová                           | 3:24,51     | 33.         | Nepostoupila | Nepostoupila | Nepostoupila | Nepostoupila | Nepostoupila | Nepostoupila | 33.     |
| Sprint jednotlivkyň | Zuzana Holíková                           | 3:29,63     | 44.         | Nepostoupila | Nepostoupila | Nepostoupila | Nepostoupila | Nepostoupila | Nepostoupila | 44.     |
| Sprint jednotlivkyň | Tereza Beranová                           | 3:22,20     | 22.         | 3:22,59      | 4.           | Nepostoupila | Nepostoupila | Nepostoupila | Nepostoupila | 20.     |
| Sprint jednotlivkyň | Kateřina Janatová                         | 3:20,80     | 15.         | 3:20,12      | 4.           | Nepostoupila | Nepostoupila | Nepostoupila | Nepostoupila | 19.     |
| Sprint dvojic       | (1) Kateřina Janatová (2) Petra Hynčicová |             |             |              |              | 23:55,59     | 8.           | Nepostoupily | Nepostoupily | 15.     |

Poznámky: * – pořadí ve svém čtvrtfinále

### Biatlon
Muži
- Nominace: Mikuláš Karlík, Michal Krčmář, Jakub Štvrtecký, Adam Václavík, Milan Žemlička

| závod                             | sportovci                                                                  | střelba | výsledek         | umístění |
| --------------------------------- | -------------------------------------------------------------------------- | ------- | ---------------- | -------- |
| Sprint (10 km)                    | Michal Krčmář                                                              | 0+1     | 25:22,4          | 16.      |
| Sprint (10 km)                    | Mikuláš Karlík                                                             | 0+3     | 25:48,8          | 28.      |
| Sprint (10 km)                    | Jakub Štvrtecký                                                            | 1+2     | 26:48,3          | 58.      |
| Sprint (10 km)                    | Adam Václavík                                                              | 2+1     | 26:50,2          | 59.      |
| Stíhací závod (12,5 km)           | Michal Krčmář                                                              | 1+0+4+2 | 44:06,9          | 34.      |
| Stíhací závod (12,5 km)           | Mikuláš Karlík                                                             | 1+3+3+1 | 45:38,8          | 42.      |
| Stíhací závod (12,5 km)           | Adam Václavík                                                              | 1+1+3+1 | 45:41,2          | 44.      |
| Stíhací závod (12,5 km)           | Jakub Štvrtecký                                                            | 0+3+3+1 | 46:32,1          | 48.      |
| Vytrvalostní závod (20 km)        | Mikuláš Karlík                                                             | 0+0+0+3 | 52:56,3          | 31.      |
| Vytrvalostní závod (20 km)        | Michal Krčmář                                                              | 0+1+3+1 | 55:27,9          | 59.      |
| Vytrvalostní závod (20 km)        | Milan Žemlička                                                             | 0+1+0+1 | 55:44,3          | 62.      |
| Vytrvalostní závod (20 km)        | Jakub Štvrtecký                                                            | 0+3+0+2 | 55:52,7          | 65.      |
| Závod s hromadným startem (15 km) | Michal Krčmář                                                              | 0+1+1+3 | 41:54,9          | 21.      |
| Štafeta muži (4 × 7,5 km)         | (1) Jakub Štvrtecký (2) Mikuláš Karlík (3) Adam Václavík (4) Michal Krčmář | 4+14    | Dostiženi o kolo | 19.      |

Ženy
- Nominace: Markéta Davidová, Lucie Charvátová, Jessica Jislová, Eva Puskarčíková, Tereza Voborníková

| závod                               | sportovci                                                                          | střelba | výsledek         | umístění         |
| ----------------------------------- | ---------------------------------------------------------------------------------- | ------- | ---------------- | ---------------- |
| Sprint (7,5 km)                     | Markéta Davidová                                                                   | 2+2     | 23:11,8          | 41.              |
| Sprint (7,5 km)                     | Lucie Charvátová                                                                   | 0+1     | 22:35,6          | 25.              |
| Sprint (7,5 km)                     | Jessica Jislová                                                                    | 1+0     | 22:42,7          | 31.              |
| Sprint (7,5 km)                     | Tereza Voborníková                                                                 | 2+0     | 23:30,9          | 58.              |
| Stíhací závod (10 km)               | Markéta Davidová                                                                   | 1+1+1+1 | 38:49,8          | 28.              |
| Stíhací závod (10 km)               | Lucie Charvátová                                                                   | 2+1+0+1 | 39:43,2          | 34.              |
| Stíhací závod (10 km)               | Jessica Jislová                                                                    | 0+1+0+1 | 39:54,5          | 35.              |
| Stíhací závod (10 km)               | Tereza Voborníková                                                                 | 4+0+3   | Dostižena o kolo | Dostižena o kolo |
| Vytrvalostní závod (15 km)          | Markéta Davidová                                                                   | 0+0+0+1 | 44:44,6          | 6.               |
| Vytrvalostní závod (15 km)          | Lucie Charvátová                                                                   | 0+1+0+1 | 46:46,6          | 19.              |
| Vytrvalostní závod (15 km)          | Jessica Jislová                                                                    | 0+1+0+1 | 48:17,5          | 27.              |
| Vytrvalostní závod (15 km)          | Tereza Voborníková                                                                 | 0+0+1+1 | 48:51,6          | 34.              |
| Závod s hromadným startem (12,5 km) | Markéta Davidová                                                                   | 1+0+1+2 | 41:11,4          | 4.               |
| Závod s hromadným startem (12,5 km) | Lucie Charvátová                                                                   | 0+2+2+1 | 44:28,7          | 28.              |
| Štafeta ženy (4 × 6 km)             | (1) Eva Puskarčíková (2) Markéta Davidová (3) Jessica Jislová (4) Lucie Charvátová | 1+8     | 1:14:06,0        | 8.               |

Smíšená štafeta
| Závod         | Sportovec                        | Střelba | Čas       | Pořadí |
| ------------- | -------------------------------- | ------- | --------- | ------ |
| Ženy 2 × 6 km | Jessica Jislová Markéta Davidová | 3+17    | 1:10:20,2 | 12.    |
| Muži 2 × 6 km | Mikuláš Karlík Michal Krčmář     | 3+17    | 1:10:20,2 | 12.    |

### Boby
- Nominace: Dominik Dvořák, Jakub Nosek, Jan Šindelář, Dominik Záleský + cestující náhradník Jáchym Procházka[13]

| Závod   | Sportovci                                                  | 1. jízda | 1. jízda | 2. jízda | 2. jízda | 3. jízda | 3. jízda | 4. jízda     | 4. jízda     | Celkově | Celkově |
| Závod   | Sportovci                                                  | Čas      | Pořadí   | Čas      | Pořadí   | Čas      | Pořadí   | Čas          | Pořadí       | Čas     | Pořadí  |
| ------- | ---------------------------------------------------------- | -------- | -------- | -------- | -------- | -------- | -------- | ------------ | ------------ | ------- | ------- |
| Dvojbob | Dominik Dvořák, Jakub Nosek                                | 59,90    | 15.      | 1:00,14  | 11.      | 1:00,20  | 16.      | 1:00,16      | 13.          | 4:00,30 | 15.     |
| Čtyřbob | Dominik Dvořák, Jakub Nosek, Jan Šindelář, Dominik Záleský | 59,71    | 23.      | 59,80    | 21.      | 59,65    | 22.      | Nepostoupili | Nepostoupili | 2:59,16 | 21.     |

Pilot bobu je uveden jako první

### Curling
- Nominace: Tomáš Paul, Zuzana Paulová

| Disciplína      | Hráči                     | Základní skupina | Základní skupina | Základní skupina | Základní skupina | Základní skupina | Základní skupina | Základní skupina | Základní skupina | Základní skupina | Základní skupina  | Semifinále   | Finále       | Celkové pořadí |
| Disciplína      | Hráči                     | Norsko           | Švédsko          | Austrálie        | Itálie           | Velká Británie   | Švýcarsko        | USA              | Kanada           | Čína             | Pořadí ve skupině | –            | –            | Celkové pořadí |
| --------------- | ------------------------- | ---------------- | ---------------- | ---------------- | ---------------- | ---------------- | ---------------- | ---------------- | ---------------- | ---------------- | ----------------- | ------------ | ------------ | -------------- |
| Smíšené dvojice | Zuzana Paulová Tomáš Paul | V 7:6            | P 4:7            | V 8:2            | P 2:10           | P 3:8            | P 3:11           | V 10:8           | P 5:7            | V 8:6            | 6.                | Nepostoupili | Nepostoupili | 6.             |

Vysvětlivky: V=Výhra, P=Prohra

### Krasobruslení
Individuální soutěže
- Nominace: Michal Březina, Eliška Březinová, Filip Taschler + Natálie Taschlerová, Martin Bidař + Jelizaveta Žuková

| Sportovec                          | Kategorie         | Krátký program/ Originální tanec | Krátký program/ Originální tanec | Volný program/ Volný tanec | Volný program/ Volný tanec | Celkem   | Celkem |
| Sportovec                          | Kategorie         | Výsledek                         | Pořadí                           | Výsledek                   | Pořadí                     | Výsledek | Pořadí |
| ---------------------------------- | ----------------- | -------------------------------- | -------------------------------- | -------------------------- | -------------------------- | -------- | ------ |
| Michal Březina                     | muži              | 75,19                            | 25.                              | Nepostoupil                | Nepostoupil                | 75,19    | 25.    |
| Eliška Březinová                   | ženy              | 64,31                            | 12.                              | 111,10                     | 11.                        | 175,41   | 20.    |
| Jelizaveta Žuková Martin Bidař     | sportovní dvojice | 54,64                            | 17.                              | Nepostoupili               | Nepostoupili               | 54,64    | 17.    |
| Natálie Taschlerová Filip Taschler | tance na ledě     | 67,22                            | 17.                              | 101,10                     | 17.                        | 168,32   | 16.    |

Týmová soutěž
| Sportovec                                                                                         | Kategorie   | Krátký program/ Originální tanec | Krátký program/ Originální tanec | Krátký program/ Originální tanec | Krátký program/ Originální tanec | Volný program/ Volný tanec | Volný program/ Volný tanec | Volný program/ Volný tanec | Volný program/ Volný tanec | Celkem   | Celkem | Celkem |
| Sportovec                                                                                         | Kategorie   | Muži                             | Ženy                             | Sport. dvojice                   | Tan. páry                        | Muži                       | Ženy                       | Sport. dvojice             | Tan. páry                  | Výsledek | Pořadí |        |
| Sportovec                                                                                         | Kategorie   | Body Týmové body                 | Body Týmové body                 | Body Týmové body                 | Body Týmové body                 | Body Týmové body           | Body Týmové body           | Body Týmové body           | Body Týmové body           | Výsledek | Pořadí |        |
| ------------------------------------------------------------------------------------------------- | ----------- | -------------------------------- | -------------------------------- | -------------------------------- | -------------------------------- | -------------------------- | -------------------------- | -------------------------- | -------------------------- | -------- | ------ | ------ |
| Michal Březina Eliška Březinová Jelizaveta Žuková Martin Bidař Natálie Taschlerová Filip Taschler | soutěž týmů | 76,77 (7.) 4                     | 61,05 (8.) 3                     | 56,70 (8.) 3                     | 68,99 (6.) 5                     | Nepostoupili               | Nepostoupili               | Nepostoupili               | Nepostoupili               | 15       | 8.     |        |

### Lední hokej

#### Muži
- Hlavní trenér: Filip Pešán.
- Asistenti: Zdeněk Orct, Martin Straka a Jaroslav Špaček.

| Č. | Hráč                      | Datum narození/věk         | Pozice  | Klub                       | Branky | Asist. | Body |
| 37 | Patrik Bartošák           | 29. března 1993 (32 let)   | brankář | Amur Chabarovsk            | 0      | 0      | 0    |
| 30 | Šimon Hrubec              | 30. června 1991 (33 let)   | brankář | Avangard Omsk              | 0      | 0      | 0    |
| 35 | Roman Will                | 22. května 1992 (32 let)   | brankář | Traktor Čeljabinsk         | 0      | 0      | 0    |
| 5  | Jakub Jeřábek             | 12. května 1991 (33 let)   | obránce | HK Spartak Moskva          | 0      | 0      | 0    |
| 31 | Lukáš Klok                | 7. června 1995 (29 let)    | obránce | CHK Neftěchimik Nižněkamsk | 0      | 0      | 0    |
|    | Ronald Knot               | 3. srpna 1994 (30 let)     | obránce | CHK Neftěchimik Nižněkamsk | 0      | 1      | 1    |
| 84 | Tomáš Kundrátek           | 26. prosince 1989 (35 let) | obránce | HC Oceláři Třinec          | 1      | 1      | 2    |
|    | David Musil               | 9. dubna 1993 (32 let)     | obránce | HC Oceláři Třinec          | 0      | 0      | 0    |
| 65 | Vojtěch Mozík             | 26. prosince 1992 (32 let) | obránce | Admiral Vladivostok        | 0      | 0      | 0    |
| 9  | David Sklenička           | 8. září 1996 (28 let)      | obránce | Jokerit                    | 0      | 0      | 0    |
| 88 | Libor Šulák               | 4. března 1994 (31 let)    | obránce | Admiral Vladivostok        | 1      | 1      | 2    |
| 10 | Roman Červenka –          | 10. prosince 1985 (39 let) | útočník | SC Rapperswil-Jona Lakers  | 2      | 3      | 5    |
| 26 | Michal Řepík              | 31. prosince 1988 (36 let) | útočník | HC Sparta Praha            | 0      | 0      | 0    |
| 79 | Tomáš Zohorna             | 3. ledna 1988 (37 let)     | útočník | Amur Chabarovsk            | 0      | 1      | 1    |
| 20 | Hynek Zohorna             | 1. srpna 1990 (34 let)     | útočník | IK Oskarshamn              | 0      | 2      | 2    |
| 43 | Jan Kovář                 | 20. března 1990 (35 let)   | útočník | EV Zug                     | 0      | 2      | 2    |
| 67 | Jiří Smejkal              | 5. listopadu 1996 (28 let) | útočník | Pelicans                   | 1      | 0      | 1    |
| 45 | Lukáš Sedlák              | 25. února 1993 (32 let)    | útočník | Traktor Čeljabinsk         | 0      | 1      | 1    |
| 44 | Matěj Stránský            | 11. července 1993 (31 let) | útočník | HC Davos                   | 0      | 1      | 1    |
|    | Michael Frolík            | 17. února 1988 (37 let)    | útočník | Amur Chabarovsk            | 0      | 0      | 0    |
| 52 | Michael Špaček            | 9. dubna 1997 (28 let)     | útočník | Amur Chabarovsk            | 1      | 0      | 1    |
| 25 | Radan Lenc                | 30. července 1991 (33 let) | útočník | Amur Chabarovsk            | 0      | 0      | 0    |
| 38 | Tomáš Hyka                | 23. března 1993 (32 let)   | útočník | Traktor Čeljabinsk         | 1      | 0      | 1    |
| 17 | Vladimír Sobotka          | 2. července 1987 (37 let)  | útočník | HC Sparta Praha            | 0      | 1      | 1    |
| 46 | David Krejčí              | 28. dubna 1986 (39 let)    | útočník | HC Olomouc                 | 1      | 3      | 4    |
|    | Jan Ščotka (náhradník)    | 20. května 1996 (28 let)   | obránce | JYP Jyväskylä              | 0      | 0      | 0    |
|    | David Tomášek (náhradník) | 10. února 1996 (29 let)    | útočník | Amur Chabarovsk            | 0      | 0      | 0    |
|    | Matěj Blümel (náhradník)  | 31. května 2000 (24 let)   | útočník | HC Dynamo Pardubice        | 0      | 0      | 0    |

##### Zápasy v základní skupině
Všechny časy jsou místní (UTC+8), tj. SEČ+7.
| 9. února 2022 21:10 | Česko | 1:2 (0:2, 1:0, 0:0) | Dánsko | Národní halový stadion, Peking Návštěvnost: 891 |  |

| Report Zápas na hokej.cz |                       |             |                                              |                                                                                    |
| Šimon Hrubec             | Šimon Hrubec          | Brankáři    | Sebastian Dahm                               | Rozhodčí: Olivier Gouin Michael Tscherrig Čároví: Ludvig Lundgren Lauri Nikulainen |
| 23:45' Roman Červenka    | 23:45' Roman Červenka | 0:1 0:2 1:2 | 11:21' Markus Lauridsen 17:23' Frans Nielsen | Rozhodčí: Olivier Gouin Michael Tscherrig Čároví: Ludvig Lundgren Lauri Nikulainen |
| 2 min                    | 2 min                 | Tresty      | 6 min                                        | Rozhodčí: Olivier Gouin Michael Tscherrig Čároví: Ludvig Lundgren Lauri Nikulainen |
| 40                       | 40                    | Střely      | 17                                           | Rozhodčí: Olivier Gouin Michael Tscherrig Čároví: Ludvig Lundgren Lauri Nikulainen |

| 11. února 2022 16:40 | Česko | 2:1 SN (1:1, 0:0, 0:0 - 0:0 - 1:0) | Švýcarsko | Národní halový stadion, Peking Návštěvnost: 834 |  |

| Report Zápas na hokej.cz                                             |                                                                      |                            |                                                                                              |                                                                              |
| Šimon Hrubec                                                         | Šimon Hrubec                                                         | Brankáři                   | Leonardo Genoni                                                                              | Rozhodčí: Andris Ansons Andrew Bruggeman Čároví: Gleb Lazarev Dustin McCrank |
| 04:33' Jiří Smejkal David Krejčí Lukáš Sedlák Jan Kovář Michal Řepík | 04:33' Jiří Smejkal David Krejčí Lukáš Sedlák Jan Kovář Michal Řepík | 1:0 1:1 Samostatné nájezdy | 08:34' Gaëtan Haas Andreas Ambühl Sven Andrighetto Enzo Corvi Christoph Bertschy Gaëtan Haas | Rozhodčí: Andris Ansons Andrew Bruggeman Čároví: Gleb Lazarev Dustin McCrank |
| 10 min                                                               | 10 min                                                               | Tresty                     | 4 min                                                                                        | Rozhodčí: Andris Ansons Andrew Bruggeman Čároví: Gleb Lazarev Dustin McCrank |
| 36                                                                   | 36                                                                   | Střely                     | 25                                                                                           | Rozhodčí: Andris Ansons Andrew Bruggeman Čároví: Gleb Lazarev Dustin McCrank |

| 12. února 2022 21:10 | Sportovci ROV | 5:6 PP (1:1, 1:2, 3:2 - 0:1) | Česko | Národní halový stadion, Peking Návštěvnost: 921 |  |

| Report Zápas na hokej.cz                                                                                          | |                                             | |                                                                                |
| Ivan Fedotov | Ivan Fedotov | Brankáři                                    | Šimon Hrubec | Rozhodčí: Mikko Kaukokari Mikael Nord Čároví: Ludvig Lundgren Lauri Nikulainen |
| 04:51' Vladimir Tkačov 32:19' Nikita Něstěrov 43:50' Kirill Semjonov 46:43' Arsenij Gricjuk 48:22' Andrej Čibisov | 04:51' Vladimir Tkačov 32:19' Nikita Něstěrov 43:50' Kirill Semjonov 46:43' Arsenij Gricjuk 48:22' Andrej Čibisov | 1:0 1:1 2:1 2:2 2:3 2:4 3:4 4:4 5:4 5:5 5:6 | 12:37' Tomáš Kundrátek 38:41' David Krejčí 39:16' Michael Špaček 43:14' Lukáš Klok 48:57' Tomáš Hyka 64:29' Libor Šulák | Rozhodčí: Mikko Kaukokari Mikael Nord Čároví: Ludvig Lundgren Lauri Nikulainen |
| 33 min | 33 min | Tresty                                      | 10 min | Rozhodčí: Mikko Kaukokari Mikael Nord Čároví: Ludvig Lundgren Lauri Nikulainen |
| 29 | 29 | Střely                                      | 41 | Rozhodčí: Mikko Kaukokari Mikael Nord Čároví: Ludvig Lundgren Lauri Nikulainen |

##### Zápasy vplay-off
Kvalifikační zápas play off
Všechny časy jsou místní (UTC+8), tj. SEČ+7.
| 15. února 2022 16:40 | Česko | 2:4 (1:2, 0:1, 1:1) | Švýcarsko | Národní halový stadion, Peking Návštěvnost: 990 |  |

| Report Zápas na hokej.cz                |                                         |                         |                                                                                    |                                                                                  |
| Šimon Hrubec                            | Šimon Hrubec                            | Brankáři                | Leonardo Genoni                                                                    | Rozhodčí: Roman Gofman Mikko Kaukokari Čároví: Ludvig Lundgren Andreas Malmqvist |
| 10:08' Lukáš Klok 55:59' Roman Červenka | 10:08' Lukáš Klok 55:59' Roman Červenka | 1:0 1:1 1:2 1:3 1:4 2:4 | 14:59' Andreas Ambühl 15:12' Killian Mottet 29:53' Denis Malgin 54:57' Rafael Diaz | Rozhodčí: Roman Gofman Mikko Kaukokari Čároví: Ludvig Lundgren Andreas Malmqvist |
| 6 min                                   | 6 min                                   | Tresty                  | 4 min                                                                              | Rozhodčí: Roman Gofman Mikko Kaukokari Čároví: Ludvig Lundgren Andreas Malmqvist |
| 33                                      | 33                                      | Střely                  | 18                                                                                 | Rozhodčí: Roman Gofman Mikko Kaukokari Čároví: Ludvig Lundgren Andreas Malmqvist |

#### Ženy
- Hlavní trenér: Tomáš Pacina
- Asistenti: Jiří Vozák, Jakub Peslar

| Soupiska reprezentace |                      |                             |         |                            |        |        |      |
| Č.                    | Hráč                 | Datum narození/věk          | Pozice  | Klub                       | Branky | Asist. | Body |
| 1                     | Viktorie Švejdová    | 24. června 2002 (22 let)    | brankář | MODO Hockey                | 0      | 0      | 0    |
| 29                    | Klára Peslarová      | 25. listopadu 1996 (28 let) | brankář | MODO Hockey                | 0      | 0      | 0    |
| 30                    | Kateřina Zechovská   | 4. listopadu 1998 (26 let)  | brankář | HC Draci Bílina            | 0      | 0      | 0    |
| 2                     | Aneta Tejralová      | 4. ledna 1996 (29 let)      | obránce | SKIF Nižnij Novgorod       | 0      | 0      | 0    |
| 4                     | Daniela Pejšová      | 14. srpna 2002 (22 let)     | obránce | MODO Hockey                | 0      | 0      | 0    |
| 5                     | Samantha Kolowratová | 12. července 1996 (28 let)  | obránce | Brynäs IF                  | 0      | 0      | 0    |
| 14                    | Dominika Lásková     | 20. prosince 1996 (28 let)  | obránce | Merrimack Warriors         | 0      | 0      | 0    |
| 17                    | Pavlína Horálková    | 24. května 1991 (33 let)    | obránce | Birjusa Krasnojarsk        | 0      | 0      | 0    |
| 24                    | Sára Čajanová        | 10. prosince 2002 (22 let)  | obránce | HC Bobři Valašské Meziříčí | 0      | 0      | 0    |
| 27                    | Tereza Radová        | 22. listopadu 2001 (23 let) | obránce | Göteborg HC                | 0      | 0      | 0    |
| 7                     | Lenka Serdar         | 21. července 1997 (27 let)  | útočník | Linköpings HC              | 0      | 0      | 0    |
| 9                     | Alena Millsová –     | 9. června 1990 (34 let)     | útočník | KRS Vanke Rays             | 0      | 0      | 0    |
| 10                    | Denisa Křížová       | 3. listopadu 1994 (30 let)  | útočník | Brynäs IF                  | 0      | 0      | 0    |
| 12                    | Klára Hymlarová      | 28. února 1997 (28 let)     | útočník | St. Cloud State Huskies    | 0      | 0      | 0    |
| 15                    | Aneta Lédlová        | 31. prosince 1996 (28 let)  | útočník | SK Trhači Kadaň            | 0      | 0      | 0    |
| 16                    | Kateřina Mrázová     | 19. října 1992 (32 let)     | útočník | Brynäs IF                  | 0      | 0      | 0    |
| 18                    | Michaela Pejzlová    | 4. června 1997 (27 let)     | útočník | Stadin Gimmat              | 0      | 0      | 0    |
| 19                    | Natálie Mlýnková     | 24. května 2001 (23 let)    | útočník | Vermont Catamounts         | 0      | 0      | 0    |
| 21                    | Tereza Vanišová      | 30. ledna 1996 (29 let)     | útočník | Leksands IF                | 0      | 0      | 0    |
| 23                    | Kateřina Bukolská    | 6. března 1997 (28 let)     | útočník | Leksands IF                | 0      | 0      | 0    |
| 25                    | Kristýna Pátková     | 17. června 1998 (26 let)    | útočník | Vermont Catamounts         | 0      | 0      | 0    |
| 26                    | Vendula Přibylová    | 23. března 1996 (29 let)    | útočník | AIK Stockholm IF           | 0      | 0      | 0    |
| 28                    | Noemi Neubauerová    | 15. prosince 1999 (25 let)  | útočník | Colgate Raiders            | 0      | 0      | 0    |

##### Zápasy v základní skupině
Všechny časy jsou místní (UTC+8), tj. SEČ+7.
| 3. února 2022 12:10 | Česko | 3:1 (1:0, 1:1, 1:0) | Čína | Wukesong Arena, Peking Návštěvnost: 499 |  |

| Report Zápas na hokej.cz                                            |                                                                     |                 |               |                                                                           |
| Klára Peslarová                                                     | Klára Peslarová                                                     | Brankáři        | Tchi-ja Čchen | Rozhodčí: Tijana Haack Anniina Nurmi Čároví: Anna Hammar Julia Kainberger |
| 10:38' Tereza Radová 23:57' Denisa Křížová 46:27' Michaela Pejzlová | 10:38' Tereza Radová 23:57' Denisa Křížová 46:27' Michaela Pejzlová | 1:0 2:0 2:1 3:1 | 29:02' Le Mi  | Rozhodčí: Tijana Haack Anniina Nurmi Čároví: Anna Hammar Julia Kainberger |
| 4 min                                                               | 4 min                                                               | Tresty          | 6 min         | Rozhodčí: Tijana Haack Anniina Nurmi Čároví: Anna Hammar Julia Kainberger |
| 36                                                                  | 36                                                                  | Střely          | 14            | Rozhodčí: Tijana Haack Anniina Nurmi Čároví: Anna Hammar Julia Kainberger |

| 5. února 2022 16:40 | Česko | 3:1 (1:0, 1:1, 1:0) | Švédsko | Národní halový stadion, Peking Návštěvnost: 438 |  |

| Report Zápas na hokej.cz                                             |                                                                      |                 |                   |                                                                                  |
| Klára Peslarová                                                      | Klára Peslarová                                                      | Brankáři        | Emma Söderbergová | Rozhodčí: Cianna Lieffers Elizabeth Mantha Čároví: Diana Mokhova Jackie Spresser |
| 18:23' Tereza Vanišová 33:56' Klára Hymlárová 54:03' Tereza Vanišová | 18:23' Tereza Vanišová 33:56' Klára Hymlárová 54:03' Tereza Vanišová | 1:0 2:0 2:1 3:1 | 39:16' Emma Muren | Rozhodčí: Cianna Lieffers Elizabeth Mantha Čároví: Diana Mokhova Jackie Spresser |
| 12 min                                                               | 12 min                                                               | Tresty          | 8 min             | Rozhodčí: Cianna Lieffers Elizabeth Mantha Čároví: Diana Mokhova Jackie Spresser |
| 46                                                                   | 46                                                                   | Střely          | 28                | Rozhodčí: Cianna Lieffers Elizabeth Mantha Čároví: Diana Mokhova Jackie Spresser |

| 7. února 2022 16:40 | Dánsko | 3:2 (1:1, 1:1, 1:0) | Česko | Wukesong Arena, Peking Návštěvnost: 637 |  |

| Report Zápas na hokej.cz                                        |                                                                 |                     |                                                |                                                                     |
| Cassandra Repstock-Romme                                        | Cassandra Repstock-Romme                                        | Brankáři            | Viktorie Švejdová Klára Peslarová              | Rozhodčí: Maria Furberg Lacey Senuk Čároví: Alex Clarke Sara Strong |
| 09:14' Josefine Jakobsen 24:28' Michelle Weis 40:49' Silke Glud | 09:14' Josefine Jakobsen 24:28' Michelle Weis 40:49' Silke Glud | 0:1 1:1 1:2 2:2 3:2 | 05:48' Aneta Tejralová 23:01' Kateřina Mrázová | Rozhodčí: Maria Furberg Lacey Senuk Čároví: Alex Clarke Sara Strong |
| 12 min                                                          | 12 min                                                          | Tresty              | 8 min                                          | Rozhodčí: Maria Furberg Lacey Senuk Čároví: Alex Clarke Sara Strong |
| 17                                                              | 17                                                              | Střely              | 32                                             | Rozhodčí: Maria Furberg Lacey Senuk Čároví: Alex Clarke Sara Strong |

| 8. února 2022 16:40 | Japonsko | 3:2 SN (1:0, 0:1, 1:1 - 0:0 - 1:0) | Česko | Wukesong Arena, Peking Návštěvnost: 638 |  |

| Report Zápas na hokej.cz                                                                       |                                                                                                |                                    | |                                                                         |
| Nana Fujimotová                                                                                | Nana Fujimotová                                                                                | Brankáři                           | Klára Peslarová | Rozhodčí: Daria Abrosimova Daria Ermak Čároví: Lisa Linnek Linea Sainio |
| 04:00' Haruko Toko 40:23' Haruko Toko Rui Ukita Hanae Kubo Remi Koyama Haruko Toko Akane Shiga | 04:00' Haruko Toko 40:23' Haruko Toko Rui Ukita Hanae Kubo Remi Koyama Haruko Toko Akane Shiga | 1:0 1:1 2:1 2:2 Samostatné nájezdy | 26:09' Denisa Křížová 45:53' Natálie Mlýnková Kristýna Pátková Denisa Křížová Michaela Pejzlová Kateřina Mrázová Alena Millsová | Rozhodčí: Daria Abrosimova Daria Ermak Čároví: Lisa Linnek Linea Sainio |
| 6 min                                                                                          | 6 min                                                                                          | Tresty                             | 10 min | Rozhodčí: Daria Abrosimova Daria Ermak Čároví: Lisa Linnek Linea Sainio |
| 25                                                                                             | 25                                                                                             | Střely                             | 38 | Rozhodčí: Daria Abrosimova Daria Ermak Čároví: Lisa Linnek Linea Sainio |

##### Zápasy vplay-off
Čtvrtfinále
Všechny časy jsou místní (UTC+8), tj. SEČ+7.
| 11. února 2022 12:10 | USA | 4:1 (0:0, 1:1, 3:0) | Česko | Wukesong Arena, Peking Návštěvnost: 636 |  |

| Report Zápas na hokej.cz                                                                       |                                                                                                |                     |                          |                                                                             |
| Alex Cavallini                                                                                 | Alex Cavallini                                                                                 | Brankáři            | Klára Peslarová          | Rozhodčí: Elizabeth Mantha Anniina Nurmi Čároví: Anna Hammar Kendall Hanley |
| 25:47' Hilary Knight 46:49' Lee Stecklein 56:51' Savanah Harmon 59:54' Kendall Coyne Schofield | 25:47' Hilary Knight 46:49' Lee Stecklein 56:51' Savanah Harmon 59:54' Kendall Coyne Schofield | 0:1 1:1 2:1 3:1 4:1 | 24:59' Michaela Pejzlová | Rozhodčí: Elizabeth Mantha Anniina Nurmi Čároví: Anna Hammar Kendall Hanley |
| 11 min                                                                                         | 11 min                                                                                         | Tresty              | 6 min                    | Rozhodčí: Elizabeth Mantha Anniina Nurmi Čároví: Anna Hammar Kendall Hanley |
| 59                                                                                             | 59                                                                                             | Střely              | 6                        | Rozhodčí: Elizabeth Mantha Anniina Nurmi Čároví: Anna Hammar Kendall Hanley |

### Rychlobruslení
- Nominace: Martina Sáblíková, Nikola Zdráhalová

Individuální – ženy
| Závod      | Sportovec         | Výsledek | Výsledek                    |
| Závod      | Sportovec         | Čas      | Pořadí                      |
| ---------- | ----------------- | -------- | --------------------------- |
| 500 m žen  | Nikola Zdráhalová | 39,18    | 25.                         |
| 1000 m žen | Nikola Zdráhalová | 1:18,75  | 27.                         |
| 1500 m žen | Nikola Zdráhalová | 1:59,54  | 21.                         |
| 3000 m žen | Martina Sáblíková | 4:00,34  | 4.                          |
| 3000 m žen | Nikola Zdráhalová | 4:13,13  | 18.                         |
| 5000 m žen | Martina Sáblíková | 6:50,09  | Bronzová olympijská medaile |

Hromadný start – ženy
| Závod                     | Sportovec         | Semifinále   | Semifinále   | Semifinále   | Finále       | Finále       | Finále       | Celkově      |
| Závod                     | Sportovec         | Body         | Čas          | Pořadí       | Body         | Čas          | Pořadí       | Celkově      |
| ------------------------- | ----------------- | ------------ | ------------ | ------------ | ------------ | ------------ | ------------ | ------------ |
| Závod s hromadným startem | Nikola Zdráhalová | Nenastoupila | Nenastoupila | Nenastoupila | Nenastoupila | Nenastoupila | Nenastoupila | Nenastoupila |

Nikola Zdráhalová kvůli zranění z tréninku nenastoupila do závodu s hromadným startem.

### Saně
Muži
- Nominace: Michael Lejsek, Zdeněk Pěkný, Filip Vejdělek

| Závod              | Sportovci                   | 1. jízda | 1. jízda | 2. jízda | 2. jízda | 3. jízda | 3. jízda | 4. jízda    | 4. jízda    | Celkem čas | Celkem pořadí |
| Závod              | Sportovci                   | Čas      | Pořadí   | Čas      | Pořadí   | Čas      | Pořadí   | Čas         | Pořadí      | Celkem čas | Celkem pořadí |
| ------------------ | --------------------------- | -------- | -------- | -------- | -------- | -------- | -------- | ----------- | ----------- | ---------- | ------------- |
| Jednotlivci – muži | Michael Lejsek              | 59,542   | 28.      | 59,945   | 31.      | 1:00,080 | 32.      | Nepostoupil | Nepostoupil | 2:59,567   | 30.           |
| Dvojice – muži     | Zdeněk Pěkný Filip Vejdělek | 1:00,248 | 16.      | 59,869   | 14       |          |          |             |             | 2:00,117   | 16.           |

Ženy
- Nominace: Anna Čežíková

| Závod                | Sportovci     | 1. jízda | 1. jízda | 2. jízda | 2. jízda | 3. jízda | 3. jízda | 4. jízda     | 4. jízda     | Celkem čas | Celkem pořadí |
| Závod                | Sportovci     | Čas      | Pořadí   | Čas      | Pořadí   | Čas      | Pořadí   | Čas          | Pořadí       | Celkem čas | Celkem pořadí |
| -------------------- | ------------- | -------- | -------- | -------- | -------- | -------- | -------- | ------------ | ------------ | ---------- | ------------- |
| Jednotlivkyně – ženy | Anna Čežíková | 1:00,392 | 28.      | 1:01,169 | 30.      | 1:00,101 | 29.      | Nepostoupila | Nepostoupila | 3:01,662   | 30.           |

Týmová štafeta
| Závod          | Sportovci                                                | Jednotlivkyně – ženy | Jednotlivkyně – ženy | Jednotlivci – muži | Jednotlivci – muži | Dvojice  | Dvojice | Celkem čas | Celkem pořadí |
| Závod          | Sportovci                                                | Čas                  | Pořadí               | Čas                | Pořadí             | Čas      | Pořadí  | Celkem čas | Celkem pořadí |
| -------------- | -------------------------------------------------------- | -------------------- | -------------------- | ------------------ | ------------------ | -------- | ------- | ---------- | ------------- |
| Týmová štafeta | Anna Čežíková Michael Lejsek Zdeněk Pěkný/Filip Vejdělek | 1:01,852             | 12.                  | 1:03,545           | 12.                | 1:04,159 | 11.     | 3:09,556   | 10.           |

### Severská kombinace
- Nominace: Lukáš Daněk, Ondřej Pažout, Tomáš Portyk, Jan Vytrval

| Závod                                  | Sportovci                                                          | Skoky | Skoky | Skoky  | Běh     | Běh    | Celkem  | Celkem |
| Závod                                  | Sportovci                                                          | Délka | Body  | Pořadí | Čas     | Pořadí | Čas     | Pořadí |
| -------------------------------------- | ------------------------------------------------------------------ | ----- | ----- | ------ | ------- | ------ | ------- | ------ |
| Střední můstek + 10 km volně           | Jan Vytrval                                                        | 92,5  | 93,5  | 29.    | 25:26,7 | 24.    | 28:04,7 | 26.    |
| Střední můstek + 10 km volně           | Tomáš Portyk                                                       | 97,0  | 110,8 | 13.    | 25:47,4 | 26.    | 27:16,4 | 20.    |
| Střední můstek + 10 km volně           | Ondřej Pažout                                                      | 96,0  | 99,9  | 22.    | 26:19,4 | 30.    | 28:31,4 | 29.    |
| Střední můstek + 10 km volně           | Lukáš Daněk                                                        | 97,0  | 98,2  | 25.    | 25:22,8 | 22.    | 27:41,8 | 21.    |
| Velký můstek + 10 km volně             | Jan Vytrval                                                        | 125,0 | 97,0  | 23.    | 26:26,1 | 14.    | 29:17,1 | 18.    |
| Velký můstek + 10 km volně             | Tomáš Portyk                                                       | 128,0 | 97,8  | 22.    | 27:32,6 | 31.    | 30:20,6 | 27.    |
| Velký můstek + 10 km volně             | Ondřej Pažout                                                      | 123,5 | 99,0  | 20.    | 27:46,7 | 35.    | 30:29,7 | 29.    |
| Velký můstek + 10 km volně             | Lukáš Daněk                                                        | 117,0 | 86,1  | 31.    | 27:32,3 | 30.    | 31:07,3 | 30.    |
| Družstvo – velký můstek + 4x5 km volně | (1) Ondřej Pažout (2) Jan Vytrval (3) Lukáš Daněk (4) Tomáš Portyk | –     | 403,7 | 6.     | 51:34,6 | 7.     | 53:10,6 | 7.     |

### Short track
Dvě účastnická místa získalo Česko na základě výsledků v kvalifikačních závodech Světového poháru v short tracku 2021/22 v říjnu a listopadu 2021.
Ženy
- Nominace: Michaela Hrůzová

| Závod  | Sportovec        | Rozjížďka/ Čtvrtfinále | Rozjížďka/ Čtvrtfinále | Semifinále   | Semifinále   | Finále       | Finále       | Celkově      |
| Závod  | Sportovec        | Čas                    | Pořadí                 | Čas          | Pořadí       | Čas          | Pořadí       | Celkově      |
| ------ | ---------------- | ---------------------- | ---------------------- | ------------ | ------------ | ------------ | ------------ | ------------ |
| 500 m  | Michaela Hrůzová | 45,060                 | 3.                     | Nepostoupila | Nepostoupila | Nepostoupila | Nepostoupila | Nepostoupila |
| 1500 m | Michaela Hrůzová | 2:21,278               | 4.                     | 2:21,278     | 4. QB        | 2:46,664     | 7. FB        | 14.          |

### Skeleton
Ženy
- Nominace: Anna Fernstädtová

| Závod                | Sportovci         | 1. jízda | 1. jízda | 2. jízda | 2. jízda | 3. jízda | 3. jízda | 4. jízda | 4. jízda | Celkem čas | Celkem pořadí |
| Závod                | Sportovci         | Čas      | Pořadí   | Čas      | Pořadí   | Čas      | Pořadí   | Čas      | Pořadí   | Celkem čas | Celkem pořadí |
| -------------------- | ----------------- | -------- | -------- | -------- | -------- | -------- | -------- | -------- | -------- | ---------- | ------------- |
| Jednotlivkyně – ženy | Anna Fernstädtová | 1:02,35  | 6.       | 1:02,44  | 6.       | 1:02,27  | 10.      | 1:02,26  | 6.       | 4:09,32    | 7.            |

### Skoky na lyžích
Muži
- Nominace: Roman Koudelka, Čestmír Kožíšek, Viktor Polášek, Radek Rýdl, Filip Sakala

| Závod                   | Sportovec                                                                  | Kvalifikace | Kvalifikace | Kvalifikace | 1. kolo     | 1. kolo     | 1. kolo     | 2. kolo      | 2. kolo      | 2. kolo      | Celkově     | Celkově |
| Závod                   | Sportovec                                                                  | Délka       | Body        | Pořadí      | Délka       | Body        | Pořadí      | Délka        | Body         | Pořadí       | Body        | Pořadí  |
| ----------------------- | -------------------------------------------------------------------------- | ----------- | ----------- | ----------- | ----------- | ----------- | ----------- | ------------ | ------------ | ------------ | ----------- | ------- |
| Střední můstek          | Roman Koudelka                                                             | 93,5        | 93,4        | 19.         | 102,0       | 130,4       | 11.         | 97,5         | 119,1        | 22.          | 249,5       | 18.     |
| Střední můstek          | Čestmír Kožíšek                                                            | 93,0        | 91,4        | 22.         | 100,0       | 119,3       | 30.         | 85,0         | 92,6         | 29.          | 211,9       | 29.     |
| Střední můstek          | Filip Sakala                                                               | 67,5        | 39,2        | 51.         | Nepostoupil | Nepostoupil | Nepostoupil | Nepostoupil  | Nepostoupil  | Nepostoupil  | Nepostoupil | 51.     |
| Velký můstek            | Roman Koudelka                                                             | 109,0       | 79,5        | 48.         | 124,0       | 108,7       | 41.         | Nepostoupil  | Nepostoupil  | Nepostoupil  | 108,7       | 41.     |
| Velký můstek            | Čestmír Kožíšek                                                            | 126,0       | 107,8       | 25.         | 122,5       | 108,1       | 42.         | Nepostoupil  | Nepostoupil  | Nepostoupil  | 108,1       | 42.     |
| Velký můstek            | Radek Rýdl                                                                 | 105,0       | 74,5        | 50.         | 118,5       | 96,7        | 47.         | Nepostoupil  | Nepostoupil  | Nepostoupil  | 96,7        | 47.     |
| Velký můstek            | Filip Sakala                                                               | 110,5       | 84,3        | 45.         | 116,0       | 93,1        | 48.         | Nepostoupil  | Nepostoupil  | Nepostoupil  | 93,1        | 48.     |
| Družstvo – velký můstek | (1) Viktor Polášek (2) Čestmír Kožíšek (3) Filip Sakala (4) Roman Koudelka |             |             |             | –           | 279,5       | 9.          | Nepostoupili | Nepostoupili | Nepostoupili | 279,5       | 9.      |

Ženy
- Nominace: Anežka Indráčková, Karolína Indráčková, Klára Ulrichová

| Závod          | Sportovec           | 1. kolo | 1. kolo | 1. kolo | 2. kolo      | 2. kolo      | 2. kolo      | Celkově | Celkově |
| Závod          | Sportovec           | Délka   | Body    | Pořadí  | Délka        | Body         | Pořadí       | Body    | Pořadí  |
| -------------- | ------------------- | ------- | ------- | ------- | ------------ | ------------ | ------------ | ------- | ------- |
| Střední můstek | Anežka Indráčková   | 79,0    | 62,8    | 29.     | 72,5         | 60,5         | 28.          | 123,3   | 30.     |
| Střední můstek | Karolína Indráčková | 82,0    | 77,4    | 24.     | 65,0         | 53,3         | 30.          | 130,7   | 28.     |
| Střední můstek | Klára Ulrichová     | 70,5    | 48,2    | 33.     | Nepostoupila | Nepostoupila | Nepostoupila | 48,2    | 33.     |

Smíšená družstva
| Závod            | Sportovec                                                                          | 1. kolo | 1. kolo | 2. kolo | 2. kolo | Celkově | Celkově |
| Závod            | Sportovec                                                                          | Body    | Pořadí  | Body    | Pořadí  | Body    | Pořadí  |
| ---------------- | ---------------------------------------------------------------------------------- | ------- | ------- | ------- | ------- | ------- | ------- |
| Smíšená družstva | (1) Klára Ulrichová (2) Čestmír Kožíšek (3) Karolína Indráčková (4) Roman Koudelka | 362,5   | 7.      | 360,3   | 7.      | 722,8   | 7.      |

### Snowboarding
Muži
- Nominace: Radek Houser

Ženy
- Nominace: Vendula Hopjáková, Ester Ledecká, Zuzana Maděrová, Šárka Pančochová

Freestyle – ženy
| Závod      | Sportovec        | Kvalifikace | Kvalifikace | Kvalifikace | Kvalifikace | Kvalifikace | Finále       | Finále       | Finále       | Finále       | Finále       | Celkově |
| Závod      | Sportovec        | 1. kolo     | 2. kolo     | 3. kolo     | Lepší       | Pořadí      | 1. kolo      | 2. kolo      | 3. kolo      | Lepší        | Pořadí       | Celkově |
| ---------- | ---------------- | ----------- | ----------- | ----------- | ----------- | ----------- | ------------ | ------------ | ------------ | ------------ | ------------ | ------- |
| Slopestyle | Šárka Pančochová | 25,51       | 17,18       |             | 25,51       | 26.         | Nepostoupila | Nepostoupila | Nepostoupila | Nepostoupila | Nepostoupila | 26.     |
| U-rampa    | Šárka Pančochová | 41,75       | 18,75       |             | 41,75       | 18.         | Nepostoupila | Nepostoupila | Nepostoupila | Nepostoupila | Nepostoupila | 18.     |
| Big air    | Šárka Pančochová | 20,75       | 62,75       | 60,25       | 123,00      | 14.         | Nepostoupila | Nepostoupila | Nepostoupila | Nepostoupila | Nepostoupila | 14.     |

Alpské disciplíny
| Závod                 | Sportovec       | Kvalifikace | Kvalifikace | Osmifinále            | Čtvrtfinále              | Semifinále               | Finále                  | Celkově                  |
| Závod                 | Sportovec       | Čas         | Pořadí      | Soupeř Čas            | Soupeř Čas               | Soupeř Čas               | Soupeř Čas              | Celkově                  |
| --------------------- | --------------- | ----------- | ----------- | --------------------- | ------------------------ | ------------------------ | ----------------------- | ------------------------ |
| Paralelní obří slalom | Ester Ledecká   | 1:23,63     | 1.          | Nadya Ochnerová V DNF | Aleksandra Królová V DNF | Michelle Dekkerová V DNF | Daniela Ulbingová V DNF | Zlatá olympijská medaile |
| Paralelní obří slalom | Zuzana Maděrová | 1:34,59     | 23.         | Nepostoupila          | Nepostoupila             | Nepostoupila             | Nepostoupila            | 23.                      |

Vysvětlivky: V=Výhra, P=Prohra
Snowboardcross
| Závod | Sportovec         | Rozjížďka   | Rozjížďka   | Osmifinále  | Čtvrtfinále  | Semifinále   | Finále       | Celkově     |
| Závod | Sportovec         | Čas         | Pořadí      | Pořadí      | Pořadí       | Pořadí       | Pořadí       | Celkově     |
| ----- | ----------------- | ----------- | ----------- | ----------- | ------------ | ------------ | ------------ | ----------- |
| Muži  | Radek Houser      | Nenastoupil | Nenastoupil | Nenastoupil | Nenastoupil  | Nenastoupil  | Nenastoupil  | Nenastoupil |
| Ženy  | Vendula Hopjáková | 1:25,49     | 23.         | DNF         | Nepostoupila | Nepostoupila | Nepostoupila | 28.         |

Vendula Hopjáková si v osmifinále při pádu zlomila zápěstí a nemohla pokračovat v závodu.
Snowboardista Jan Kubičík se při volném ježdění na tréninkové sjezdovce v Číně zranil, nahradit ho měl Radek Houser.
Ten měl ale po příletu do Číny pozitivní test na koronavirus a závodu mužů se tak nezúčastnil.
Houser a Hopjáková měli nastoupit do závodu smíšených dvojic, ale kvůli zranění Hopjákové do závodu nenastoupili.
Pozn.: DNF – nedokončil(a) závod